# 모훈 바간 AC

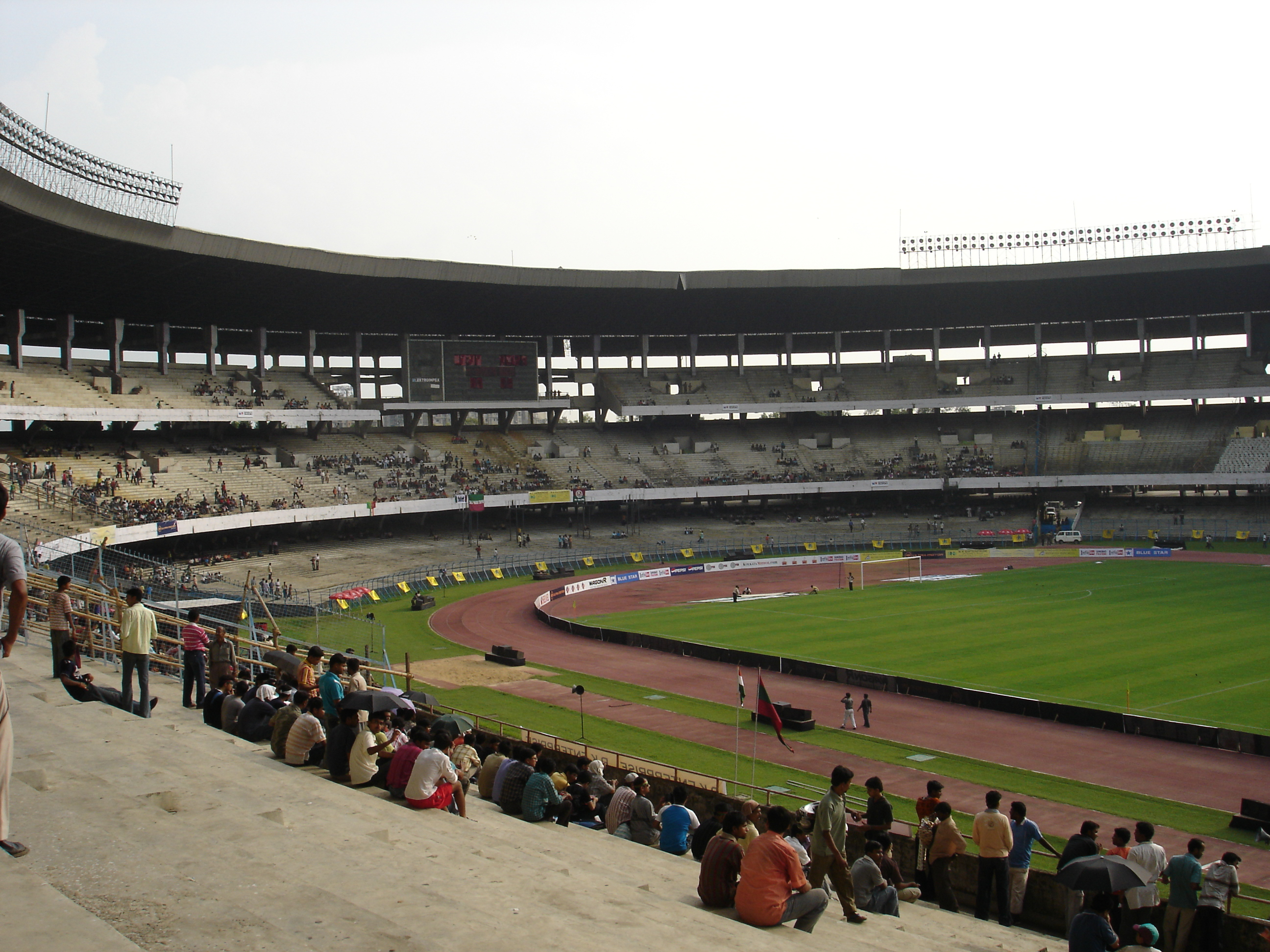

모훈 바간 AC(Mohun Bagan Athletic Club)는 인도의 종합 스포츠 클럽이다. 서벵골주 콜카타를 연고지로 하고 있다.
축구 클럽인 모훈 바간 슈퍼 자이언트가 유명하다 

## 역사
1889년에 창단되었다.

## 선수 명단

### 현역
참고: FIFA 자격 규정에 따라 소속된 국가대표팀 국기를 표시합니다. 선수는 복수의 FIFA 비회원국 국적을 가지고 있을 수 있습니다.
| 번호 | 포지션 | 국적       | 이름                |
| ---- | ------ | ---------- | ------------------- |
| 5    | DF     | 스코틀랜드 | 톰 알드레드         |
| 21   | DF     |            | 알베르토 로드리게스 |

| 번호 | 포지션 | 국적 | 이름 |
| ---- | ------ | ---- | ---- |

## 역대 감독
| 감독                   | 임기   |
| ---------------------- | ------ |
| 호세 프란시스코 몰리나 | 2024 ~ |

## 같이 보기
- 모훈 바간 슈퍼 자이언트

틀:모훈 바간 AC 선수 명단